# 黃熙 (演員)
黃熙（韓語：황희，1988年10月18日—），韓國男演員。

## 簡歷
黃熙自從高中時期開始就有成為演員的夢想，其後於慶熙大學話劇電影系畢業，之後在入伍後也演過話劇，並於2012年以話劇《工作的定式》為起點正式開始演藝生涯，其後主要在大學路劇團參與話劇演出。2017年，他首度參演電視劇《明天和你》，成為電視劇演員。2019年，他在《阿斯達年代記》中的表演獲注目，其後在《醫生耀漢》中首度參演主角角色，其演技亦獲稱讚。
其本名為金智秀，但因名字較為中性，因此他有意另取藝名，藝名為演員李凡秀按照《三國志》風格所取。

## 影視作品

### 電視劇
| 年份 | 電視台  | 劇名                        | 角色   | 性質     |
| 2017 | tvN     | 明天和你                    | 千敏俊 | 配角     |
| 2019 | tvN     | 阿斯達年代記                | 武光   | 配角     |
| 2019 | SBS     | 醫生耀漢                    | 李有俊 | 配角     |
| 2020 | tvN     | 九尾狐傳                    | 具申炷 | 配角     |
| 2020 | KBS     | Drama Special－不告白的理由 | 鄭恩赫 | 單元主角 |
| 2021 | MBC     | 黑色太陽                    | 吳慶錫 | 配角     |
| 2021 | KBS     | 達利和馬鈴薯湯              | 朱元卓 | 主演     |
| 2021 | MBC     | 莫比烏斯：黑色太陽          | 吳慶錫 | 配角     |
| 2022 | Kakao M | 愛在大都會                  | 車志勳 | 特別出演 |
| 2023 | tvN     | 九尾狐傳1938                | 具申炷 | 配角     |
| 2024 | KBS     | 幻像戀歌                    | 思祖隆 | 主演     |

### 電影
| 年份 | 名稱           | 角色         | 備註 |
| 2019 | 自行車王嚴福童 | 長刀獻兵將領 |      |

## 綜藝節目
| 年份   | 播放日期         | 節目频道 | 節目名稱 | 集數 |
| 2020年 | 1月2日 - 1月23日 | tvN      | RUN      | 4集  |

## 外部連結
- 黃熙的Instagram帳戶